# كرايغ فوستر
كرايغ فوستر (بالإنجليزية: Craig Foster)‏ (و. 1969  م) هو لاعب كرة قدم، من أستراليا، ولد في ليزمور، يلعب كلاعب وسط.

## التعليم
تعلم في Kadina High Campus ‏.

## روابط خارجية
- كرايغ فوستر على موقع الاتحاد الدولي (مؤرشف)  (الإنجليزية)
- كرايغ فوستر على موقع قاعدة بيانات كرة القدم.إي يو (الإنجليزية)
- كرايغ فوستر على موقع ناشيونال فوتبول تيمز (الإنجليزية)
- كرايغ فوستر على موقع عالم كرة القدم.نت (الإنجليزية)